# 劉哲 (天順進士)
劉哲（1428年—？），字光哲，陝西西安府同州白水縣人，明朝政治人物。進士出身。

## 生平
陝西鄉試第十一名。天順四年（1460年）庚辰科會試第六名，殿試登進士第三甲第九十九名。

## 家族
曾祖劉彥名。祖父劉溫。父亲劉贇，曾任知縣。